# Roskilde Rådhus
Roskilde Rådhus blev færdigbygget i slutningen af februar 2010 til den aftalte pris på 95 mio. Det nye rådhus er en fusion af de to omkringliggende bygninger, den gamle amtsgård og den gamle socialforvaltning, der er bundet sammen af et nybyggeri tegnet af tnt arkitekter A/S.